# ケプラー68
ケプラー68 (英: Kepler-68) とは、はくちょう座の方向に約472光年離れた場所に位置する、太陽に似た主系列星である。少なくとも3つの惑星を持っていることが知られている。もっとも外側に存在する惑星は木星に似た質量を持っているが、ハビタブルゾーン内を公転している。
ケプラー68の高解像度撮像観測がカラル・アルト天文台の 2.2 m 望遠鏡の AstraLux という装置を用いて行われ、ケプラー68から約11秒角離れた位置に伴星候補天体が検出された。この観測結果を2MASSで得られていた観測データと比較すると、この伴星の固有運動はケプラー68系に重力的に束縛されている可能性が高いことを示唆しているが、この結論を確認するにはさらなる観測が必要である。ケプラー68の距離での11秒角は、天球に射影した距離に換算すると約1600天文単位離れた位置であることに対応している。その距離で円軌道で公転しているとすると、伴星の周期はおよそ50000年となる。

## 惑星系
現在までに、ケプラー68の周りを公転する3つの惑星が発見されている。最も内側の2つの惑星は、ケプラーによるトランジット法によって発見された。フォローアップ観測で視線速度の測定が行われ、この観測からはケプラー68bの質量が決定され、さらに3つ目の惑星であるケプラー68dを発見することに役立った。視線速度のデータ中には、10年を超える周期を持つ、ケプラー68系内のさらなる天体の存在を示唆するシグナルが検出されている。この天体の質量は不明であり、さらなる惑星か、あるいは恒星質量の伴星のいずれかである可能性がある。2023年、4個目の惑星ケプラー68eが発見された。
| 名称 （恒星に近い順） | 質量               | 軌道長半径 （天文単位） | 公転周期 (日)  | 軌道離心率         | 軌道傾斜角  | 半径                  |
| --------------------- | ------------------ | ----------------------- | -------------- | ------------------ | ----------- | --------------------- |
| b                     | 7.65+1.37 −1.32 M⊕ | 0.06170±0.00056         | 5.398763       | —                  | 87.60±0.90° | 2.31+0.06 −0.09 R⊕    |
| c                     | 2.02+1.72 −1.78 M⊕ | 0.09059±0.00082         | 9.605065       | —                  | 86.93±0.41° | 0.953+0.037 −0.042 R⊕ |
| d                     | ≥0.77±0.03 MJ      | 1.40±0.03               | 634.6+4.1 −3.7 | 0.112+0.035 −0.034 | —           | —                     |
| e                     | ≥0.272 ± 0.032 MJ  | 4.60+0.32 −0.16         | 3455+348 −169  | 0.33 ± 0.11        | —           | —                     |